# Жужанна Сьоч
Жужанна Сьоч (угор. Szőcs Zsuzsanna, нар. 10 квітня 1962) — угорська фехтувальниця на рапірах, дворазова бронзова призерка Олімпійських ігор (1980 та 1988 роки), чотириразова чемпіонка світу, чемпіонка Європи.

## Виступи на Олімпіадах
| Олімпіада   | Дисципліна      | Місце |
| ----------- | --------------- | ----- |
| Москва 1980 | командна рапіра | 3     |
| Сеул 1988   | командна рапіра | 3     |